# 石廩村
石廩村（いしくらむら）は山梨県東八代郡にあった村。現在の笛吹市北東部、中央自動車道釈迦堂パーキングエリアの周辺にあたる。

## 地理
- 山：蜂城山、茶臼山、大沢山、二本木山、達沢山

## 歴史
- 1875年（明治8年）1月29日 - 八代郡地蔵堂村・石村・千米寺村が合併して石廩村となる。
- 1878年（明治11年）7月22日 - 郡区町村編制法の施行により、石廩村が東八代郡の所属となる。
- 1889年（明治22年）7月1日 - 町村制の施行により、石廩村が単独で自治体を形成。
- 1942年（昭和17年）7月1日 - 御代咲村と合併して浅間村が発足。同日石廩村廃止。

## 交通

### 道路
現在は旧村域に中央自動車道の釈迦堂パーキングエリア（下り線）が所在するが、当時は未開通。